# Francesc Campderà i Camin
Francesc Campderà i Camin (Lloret de Mar, 1 d'octubre de Selva, 1793 - Lloret de Mar, Selva, 28 de febrer de 1862) va ser un botànic i metge català.
Pensionat per la ciutat de Girona s'instal·là per estudiar a Montpeller, on romandrà fins al 1819, i on des del 1818 tingué cura de les plantacions del Jardí Botànic. El seu estudi Monographie des Rumex, précédée de quelques vues générales sur la famille des Poligonnées (1819), elaborat sota la direcció de Félix Dunal, és una de les primeres monografies de gèneres realitzades segons els principis del mètode natural d'Augustin Pyrame de Candolle.
L'any 1827 Campderà exerceix de metge a Lloret, després d'haver estat examinat i aprovat per a la facultat de Medicina en la subdelegació de Barcelona. La feina de metge rural la portà a terme durant uns quaranta anys, la qual cosa fa que es trobi amb l'epidèmia de còlera d'agost de 1854 durant la qual es va dedicar totalment al servei dels seus convilatans afectats.
Considerat un dels pioners en una nova concepció sobre les malalties mentals i la seva cura, el 1844 fundà a Lloret de Mar l'anomenada Torre Llunàtica, coneguda posteriorment per Torre Campderà, que fou un dels primers establiments catalans dedicats al tractament científic dels malalts mentals. És autor de Propositions de sémeiologie générale, la seva tesi doctoral de 1819. La seva activitat intel·lectual el porta a engegar altres projectes de divulgació, una mica amb la intenció de fer unes "Topografies Mèdiques de Lloret", que resulta un gran treball d'indagació estadística força pioner, publicant així el 1849 Indagación estadística acerca de la reproducción y mortandad en la ciudad de Gerona y en la villa de Lloret de Mar en el siglo último y en los siete primeros años del actual. A més s'ocupà d'estudis sobre l'ensenyament als orbs.
El 1836, ocupa l'Alcaldia de Lloret de Mar per un període curt. Aquell mateix any, es converteix en membre i soci corresponsal de la Reial Acadèmia de Ciències i Arts de Barcelona. També fou membre de la Societat Econòmica d'Amics del País i de la de Tortosa.
A Lloret, hi té dedicat un carrer al barri de les Tres Creus.
En reconeixement de la seva tasca com a botànic, diversos botànics li dedicaren gèneres de plantes, tots ells amb el nom de "Campderia". Així, Mariano Lagasca n'hi dedicà un dins de la família de les Apiaceae: Campderia Lag., Campderia sicula Lag. George Bentham n'hi dedicà dins de la família de les Polyginaceae, com ara Campderia floribunda Benth., coneguda també com a Coccoloba floribunda Benth., i Campderia lindeniana Benth., i A. Richard li donà un nom dins de la família Velloziaceae (Campderia A. Rich). També trobem aquest nom, donat per Meissner (Campderia gracilis Meissner).